# Xerarionta intercisa
Xerarionta intercisa es una especie de molusco gasterópodo terrestre de la familia Helminthoglyptidae en el orden de los Stylommatophora.

## Distribución geográfica
Es endémica de Estados Unidos.